# Карломан (король франков)
Карлома́н (фр. Carloman; 751 — 4 декабря 771) — король франков с 768 года из династии Каролингов.
Второй сын Пипина Короткого и Бертрады Лаонской, чья смерть позволила его старшему брату  —  Карлу Великому  — снова объединить Франкское государство и начать экспансию в другие страны.

## Биография

### Раздел Франкского государства
В возрасте трёх лет Карломан вместе с отцом Пипином Коротким и старшим братом Карлом Великим был помазан в короли папой Стефаном II (III), прибывшим из Рима, чтобы просить правителя франков о помощи против лангобардов.
После смерти Пипина Короткого в 768 году Карл Великий и Карломан унаследовали по половине отцовских владений — Суасон стал столицей доли Карломана, состоявшей из Парижского бассейна, Центрального массива, Лангедока, Прованса, Бургундии, южной Австразии, Эльзаса и Алемании. Эти регионы были слабо связаны между собой и окружены владениями Карла Великого. Территории Карломана было легче защищать, чем владения его брата, но они были беднее по доходам.
Принято считать, что Карломан и Карл Великий недолюбливали друг друга. Причины неприязни не ясны. Некоторые историки предполагают, что каждый брат считал себя по праву единственным наследником своего отца: Карл Великий — как старший сын, Карломан — как законный отпрыск, так как имеются недостаточно подтверждённые свидетельства о рождении старшего из сыновей Пипина Короткого ещё до заключения брака с Бертрадой. Как бы то ни было, раздел Пипином Коротким Франкского королевства, по-видимому, усугубил натянутые отношения между братьями, поскольку каждый из них чувствовал себя обманутым.

### Соперничество с Карлом Великим
Правление Карломана было коротким и беспокойным. Братья разделили владение Аквитанией, где после смерти Пипина Короткого началось восстание. Когда Карл Великий совершил поход для подавления мятежа и Карломан привёл свою армию ему на помощь. Однако братья поссорились в Монконтуре и Карломан возвратился в свои владения. Предполагается, что этим Карломан намеревался подорвать власть Карла Великого, поскольку восстание угрожало авторитету его брата. Однако Карл сумел разгромить мятежников, в то время как поведение Карломана подорвало его собственное положение среди франков. После этого отношения между сыновьями Пипина Короткого ухудшились настолько, что потребовалось посредничество их матери Бертрады. Та, по-видимому, более благоволила Карлу Великому, так как после смерти мужа жила во владениях старшего сына.
В 770 году Бертрада начала серию переговоров, чтобы примирить Карла Великого и Карломана. По её совету Карл Великий заключил союз с лангобардами и женился на Дезидерате, дочери их короля Дезидерия. Бертрада даже попыталась заручиться поддержкой папы римского этого брака, договорившись, чтобы Дезидерий возвратил Риму отторгнутые от Папской области территории. Хотя папа Стефан III (IV) и оставался на словах враждебен союзу Карла Великого и Дезидерия, он не принял никаких мер для его расторжения. Вероятно, с помощью франков и лангобардов он намеревался избавиться от наиболее влиятельной персоны в Риме, «управляющего» папским имуществом примикирия Христофора, бывшего главой анти-лангобардской части римской курии. Вдовствующая королева франков также обеспечила Карлу Великому дружбу герцога Баварии Тассилона III, племянника её мужа.
Эти действия были благоприятны для франков в целом, но представляли серьёзную угрозу для Карломана. Вскоре он остался без союзников. Карломан, ещё пытаясь использовать союз Карла Великого с лангобардами в своих интересах, предложил папе римскому Стефану III (IV) свою поддержку против лангобардов и вступил в тайные переговоры с примикирием Христофором, влияние которого было значительно снижено франкско-лангобардским сближением. Однако после убийства Христофора королём Дезидерием, папа Стефан III (IV) оказал поддержку лангобардам и Карлу Великому. Положение Карломана было спасено лишь внезапным отказом Карла Великого от своей жены Дезидераты, отчего возмущенный и униженный , по-видимому, Дезидерий, заключил против Карла и папства союз с Карломаном. Стефан III (IV) тут же воспользовался этим, открыто объявив себя врагом лангобардов.

### Смерть
Карломан умер 4 декабря 771 года на вилле Самусси. Его смерть, какой бы внезапной и удобной она ни стала для Карла Великого, была объяснена естественными причинами: иногда утверждается, что причиной кончины Карломана было сильное кровотечение из носа. Тогда оба сына Пипина Короткого были близки к открытой войне, которую биограф Карла Великого Эйнхард приписывал ошибке советников Карломана. Карломан был похоронен в Реймсе, но в XIII веке его останки перезахоронили в базилике Сен-Дени.
Карломан женился на франкской женщине Герберге, которая, согласно папе Стефану III (IV), была выбрана для него одновременно с женой Карла Великого Химильтрудой их отцом Пипином Коротким. В браке Карломана и Герберги родились двое сыновей. Старшего из них назвали Пипином в честь его деда: в соответствии с обычаями Каролингов, таким образом объявлялось о его притязаниях на наследство Карломана и Пипина Короткого. После смерти мужа Герберга ожидала, что её старший сын станет королём, а она сама будет править в качестве его регента. Однако бывшие сторонники Карломана — его двоюродный брат Адалард, аббат Сен-Дени Фулрад и граф Варин — отвернулись от неё и предложили Карлу Великому аннексировать владения Карломана, что тот и сделал. Затем Герберга бежала (по словам Эйнхарда, «без всякой причины») со своими сыновьями и графом Аутхаром, одним из приближённых Карломана, ко двору Дезидерия. Тот же потребовал от нового папы Адриана I помазать сыновей Карломана королями франков. В результате, бегство Герберги лишь ускорило уничтожение Лангобардского королевства Карлом Великим: тот ответил на угрожавшую его собственному положению поддержку Дезидерием детей Карломана походом в Италию и завоеванием северной части Апеннинского полуострова. Дезидерий и его семья были схвачены, пострижены и отправлены во франкские монастыри. Дальнейшая судьба Герберги и её детей неизвестна, хотя возможно, что они тоже были отправлены Карлом Великим в монастыри.
Несмотря на сложные отношения между сыновьями Пипина Короткого и последовавшие за смертью младшего из них события, Карл Великий позже назвал в честь умершего брата своего второго законного сына именем Карломан. Возможно, это был публичный жест, чтобы почтить память дяди мальчика и пресечь любые слухи о жестоком обращении Карла Великого со своими племянниками. Если это так, то это для короля франков стало неактуально уже в 781 году, когда Карл Великий переименовал своего сына Карломана, дав ему имя Пипин.